# Pyractomena angustata
Pyractomena angustata är en skalbaggsart som beskrevs av Leconte 1851. Pyractomena angustata ingår i släktet Pyractomena och familjen lysmaskar. Inga underarter finns listade i Catalogue of Life.